# Escalada ciclista a Montjuïc
L'Escalada al Castell de Montjuïc era una prova ciclista de gran prestigi dins del panorama ciclista català. Es disputa cap al mes d'octubre i serveix per posar fi a la temporada ciclista professional. Era organitzada per l'Esport Ciclista Barcelona i se celebra des de l'any 1965.
La prova es disputa en un circuit a la muntanya de Montjuïc. Es disputen diverses proves (veterans, femenines, inferiors i aficionats), però la més important és la categoria d'elit per a professionals, que es disputa en dos sectors. El primer és la prova en línia, on es realitzen cinc escalades al circuit complet, i la segona el una cronoescalada, on es realitzen dues escalades al circuit complet. El vencedor és el corredor que acumula menys temps en el còmput global de les dues proves.
Grans campions han inscrit el seu nom com a campions de la prova, entre ells Eddy Merckx (6 cops), Marino Lejarreta (5 cops) o Raymond Poulidor (3 cops).

## Palmarès
| Any            | Vencedor                   | Segon                       | Tercer                         |
| -------------- | -------------------------- | --------------------------- | ------------------------------ |
| 1965 (març)    | Federico Martín Bahamontes | Julio Jiménez               | Joaquim Galera                 |
| 1965 (octubre) | Raymond Poulidor           | Federico Martín Bahamontes  | Joaquim Galera                 |
| 1966           | Eddy Merckx                | Ferdinand Bracke            | Lucien Aimar                   |
| 1967           | Raymond Poulidor           | Joaquim Galera              | Felice Gimondi                 |
| 1968           | Raymond Poulidor           | Ferdinand Bracke            | Joaquim Galera                 |
| 1969           | Gianni Motta               | Felice Gimondi              | Luis Ocaña                     |
| 1970           | Eddy Merckx                | Luis Ocaña                  | Joaquim Agostinho              |
| 1971           | Eddy Merckx                | Agustín Tamames Iglesias    | Luis Ocaña                     |
| 1972           | Eddy Merckx                | Gonzalo Aja Barquín         | Antonio Martos Aguilar         |
| 1973           | Jesús Manzaneque           | Josep Pesarrodona Altimira  | Luis Ocaña                     |
| 1974           | Eddy Merckx                | Antonio Martos Aguilar      | Vicente López Carril           |
| 1975           | Eddy Merckx                | Joop Zoetemelk              | José Martins Freitas           |
| 1976           | Michel Pollentier          | Joop Zoetemelk              | Joaquim Agostinho              |
| 1977           | Bernard Thevenet           | José Enrique Cima Prado     | Francisco Galdós Gauna         |
| 1978           | Michel Pollentier          | Eulalio Garcia Pereda       | Vicent Belda Vicedo            |
| 1979           | Claude Criquielion         | Pere Vilardebó Vila         | Joop Zoetemelk                 |
| 1980           | Marino Lejarreta           | Antoni Coll Pontanilla      | Joaquim Agostinho              |
| 1981           | Joop Zoetemelk             | Pere Muñoz Machín Rodríguez | Alberto Fernández Blanco       |
| 1982           | Marino Lejarreta           | Joop Zoetemelk              | Pere Muñoz Machín Rodríguez    |
| 1983           | Marino Lejarreta           | Sean Kelly                  | Pere Muñoz Machín Rodríguez    |
| 1984           | Claude Criquielion         | Josep Lluís Laguía Martínez | Iñaki Gastón Crespo            |
| 1985           | Vicent Belda Vicedo        | Claude Criquielion          | Joop Zoetemelk                 |
| 1986           | Vicent Belda Vicedo        | Laurent Fignon              | Pedro Delgado Robledo          |
| 1987           | Álvaro Pino Couñago        | Joop Zoetemelk              | Vicent Belda Vicedo            |
| 1988           | Marino Lejarreta           | Álvaro Pino Couñago         | Vicent Belda Vicedo            |
| 1989           | Erik Breukink              | Marino Lejarreta            | Pedro Delgado Robledo          |
| 1990           | Marino Lejarreta           | Eric van Lancker            | Iñaki Gastón Crespo            |
| 1991           | Oliverio Rincón            | Joaquim Llach               | Erik Breukink                  |
| 1992           | Alex Zülle                 | Toni Rominger               | Oliverio Rincón                |
| 1993           | Maurizio Fondriest         | Claudio Chiapucci           | Oliverio Rincón                |
| 1994           | Tony Rominger              | Claudio Chiapucci           | Félix García Casas             |
| 1995           | Claudio Chiapucci          | Mauro Gianetti              | Francesco Casagrande           |
| 1996           | Fabian Jeker               | Mauro Gianetti              | Daniel Clavero Sebastián       |
| 1997           | Laurent Jalabert           | Alex Zülle                  | Daniel Clavero Sebastián       |
| 1998           | Fabian Jeker               | Abraham Olano Manzano       | Melcior Mauri Prat             |
| 1999           | Andrei Zintchenko          | Melcior Mauri Prat          | Miguel Ángel Martín Perdiguero |
| 2000           | Fabian Jeker               | José Luis Rubiera Vigil     | Óscar Freire Gómez             |
| 2001           | Joaquim Rodríguez Oliver   | Joseba Beloki Dorronsoro    | Óscar Sevilla Ribera           |
| 2002           | Joseba Beloki              | Félix García Casas          | Manuel Beltrán Martínez        |
| 2003           | José Iván Gutiérrez        | Sergio Pérez Gómez          | Joaquim Rodríguez Oliver       |
| 2004           | Samuel Sánchez González    | Roberto Laiseka Jaio        | Joaquim Rodríguez Oliver       |
| 2005           | Samuel Sánchez González    | Carlos Sastre Candil        | Joaquim Rodríguez Oliver       |
| 2006           | Igor Antón                 | Alberto Losada Alguacil     | Joaquim Rodríguez Oliver       |
| 2007           | Daniel Moreno              | Samuel Sánchez González     | Carlos Sastre Candil           |